# Benny Golson
Pour les articles homonymes, voir Golson.
Benny Golson, né le 25 janvier 1929 à Philadelphie et mort le 21 septembre 2024 à New York,, est un saxophoniste ténor américain, compositeur et arrangeur ainsi qu'un important représentant du hard bop.

## Biographie

### Carrière
Benny Golson est un des piliers du combo d'Art Blakey, les Jazz Messengers, dans sa première version. Compositeur, on lui doit un des plus célèbres standards de jazz : Whisper Not. Il est aussi l'auteur d'une composition hommage à Clifford Brown : I Remember Clifford. On lui doit aussi le célèbre Blues March qui a été pendant des années l'indicatif de l'émission d'Europe N°1, Pour ceux qui aiment le jazz de Frank Ténot et Daniel Filipacchi.
Il interprète son propre rôle dans la scène finale du film de Steven Spielberg Le Terminal, où on le voit interpréter Killer Joe dans un bar d'hôtel.
Il a enregistré des disques et notamment joué avec les orchestres de Dizzy Gillespie, Art Blakey, Lee Morgan, Lionel Hampton, Benny Goodman et Earl Bostic. Il a également écrit des mélodies pour des chanteuses comme Peggy Lee, Eartha Kitt, Connie Francis, Ella Fitzgerald, Diana Ross.
On le retrouve aussi comme compositeur pour des musiques de feuilletons télévisés, tels  Mission impossible, M.A.S.H. ou Mannix.

### Style
Benny Golson possède un son chaud et une invention permanente[réf. nécessaire]. 
C'est probablement le plus pur descendant de Coleman Hawkins[réf. nécessaire], dans la mesure où sa musique ne se prend jamais au sérieux. Tout comme son maître, Benny Golson a réussi au fil du temps à adapter son langage à des accents plus free sans pour autant effacer les composantes profondes de son style.

## Discographie

### Comme leader
- Benny Golson's New York Scene (Contemporary, 1957)
- The Modern Touch (Riverside, 1957)
- The Other Side of Benny Golson (Riverside, 1958)
- Benny Golson and the Philadelphians (United Artists, 1958)
- Gone with Golson (New Jazz, 1959)
- Groovin' with Golson (New Jazz, 1959)
- Gettin' with It (New Jazz, 1959)
- Winchester Special (New Jazz, 1959) - with Lem Winchester
- Take a Number from 1 to 10 (Argo, 1961)
- Pop + Jazz = Swing (Audio Fidelity, 1961) – also released as Just Jazz!
- Turning Point (Mercury, 1962)
- Free (Argo, 1962)
- Stockholm Sojourn (Prestige, 1964)
- Tune In, Turn On (Verve, 1967)
- Are You Real (CBS, 1977)
- Killer Joe (Columbia, 1977)
- I'm Always Dancin' to the Music (Columbia, 1978)
- California Message (Baystate, 1980)
- One More Mem'ry (Baystate, 1981)
- Quartet "Live" avec Mulgrew Miller (Dreyfus 1989)
- Up, Jumped Spring (LRC Ltd., 1990)
- Up Jumped Benny (Arkadia Jazz, 1997)
- That's Funky (Arkadia Jazz, 2000)
- One Day Forever (Arkadia Jazz, 2001)
- Terminal 1 (Concord Records, 2004)
- The Masquerade Is Over (Azzurra Music, 2005)
- The Many Moods of Benny Golson (Arkadia Jazz, 2007)
- Three Little Words (Synergie OMG, 2007)
- New Time, New 'Tet (Concord Records, 2009)

### Avecthe Jazztet
- Meet the Jazztet (Argo, 1960)
- Big City Sounds (Argo, 1960)
- The Jazztet and John Lewis (Argo, 1961)
- The Jazztet at Birdhouse (Argo, 1961)
- Here and Now (Mercury, 1962)
- Another Git Together (Mercury, 1962)
- Voices All (East West, 1982)
- Playboy Jazz Festival (Elektra/Musician, 1982)
- Moment to Moment (Soul Note, 1983)
- Nostalgia (Baystate, 1983)
- Back to the City (Contemporary, 1986)
- Real Time (Contemporary, 1986)

### Comme arrangeur
- Avec Kenny Burrell
  - Both Feet on the Ground (Fantasy, 1973)
- Avec Art Farmer
  - Brass Shout (United Artists, 1959)
- Avec Curtis Fuller
  - Sliding Easy (United Artists, 1959)
- Avec Red Holloway
  - Sax, Strings & Soul (Prestige, 1964)
- Avec Roland Kirk
  - The Roland Kirk Quartet Meets the Benny Golson Orchestra (Mercury, 1963)
- Avec Illinois Jacquet
  - Bosses of the Ballad (Argo, 1964)
- Avec Jack McDuff
  - Prelude (Prestige, 1963)
  - The Dynamic Jack McDuff (Prestige, 1964)
  - Walk On By (Prestige, 1966)
  - The Midnight Sun (Prestige, 1964-66 [1969])
  - Steppin' Out (Prestige, 1961-66 [1969])
- Avec Freda Payne
  - How Do You Say I Don't Love You Anymore (MGM, 1966)
- Avec Jimmy Witherspoon
  - Some of My Best Friends Are the Blues (Prestige, 1964)

### Comme membre d'un ensemble
- Avec Art Blakey
  - Moanin' (Blue Note, 1958)
  - 1958 - Paris Olympia (Fontana, 1958)
  - Des Femmes Disparaissent (Fontana, 1958)
- Avec Cass Elliot
  - Cass Elliot (RCA 1971)
- Avec Art Farmer
  - Modern Art (United Artists, 1958)
- Avec Curtis Fuller
  - Blues-ette (Savoy, 1959)
  - The Curtis Fuller Jazztet (Savoy, 1959)
  - Imagination (Savoy, 1959)
- Avec Dizzy Gillespie
  - Dizzy in Greece (Verve, 1957)
  - Birks' Works (Verve, 1957)
  - Dizzy Gillespie at Newport (Verve, 1957)
  - The Greatest Trumpet of Them All (Verve, 1957)
  - Bird Songs: The Final Recordings (Telarc, 1992)
  - To Bird with Love (Telarc, 1992)
- Avec Ernie Henry
  - Last Chorus (Riverside, 1956–57)
- Avec Milt Jackson
  - Bags' Opus (United Artists, 1958)
- Avec Philly Joe Jones
  - Drums Around the World (Riverside, 1959)
- Avec Abbey Lincoln
  - It's Magic (Riverside, 1958)
- Avec Blue Mitchell
  - Out of the Blue (1959)
- Avec Lee Morgan
  - Lee Morgan Vol. 3 (Blue Note, 1957)
- Avec Arkadia Jazz All Stars
  - Thank You, Duke!
- Avec Sarah Vaughan
  - Sassy Swings Again (1967)